# Жорсткобокий вуж
Жорсткобокий вуж (Aspidura) — рід неотруйних змій родини Вужеві. Має 6 видів.

## Опис
Загальна довжина представників цього роду коливається від 10 до 65 см. Спостерігається статевий диморфізм — самиці більші за самців. Голова невелика. Очі округлі. Тулуб циліндричній. Хвіст куций, загострений. Навколо тулуб тягнеться 15—17 рядків луски. З боків луска довша й більша ніж на спині, напомацкі грубіша й жорсткіша ніж на інших частинах тіла. Звідси походить назва цих змій. У більшості видів є 1 анальних неподільний щиток.
Забарвлення спини коричневе з різними відтінками, оливкове, бежеве з 2—3 темними плямами. Черево жовте або світло—коричневе, інколи з невеликими плямочками.

## Спосіб життя
Полюбляють плантації, садиби, береги річок, гірські місцини. Зустрічаються на різних висотах — від 100 до 2100 м над рівнем моря. Значну частину проводять під землею, зиючи численні ходи. Активні вдень. Харчуються земляними хробаками.
При небезпеці можуть сильно та боляче кусати.
Це яйцекладні змії. Самиці відкладають від 2 до 21 яйця.

## Розповсюдження
Це ендеміки о.Шрі-Ланка.

## Види
- Aspidura brachyorrhos
- Aspidura copei
- Aspidura deraniyagalae
- Aspidura drummondhayi
- Aspidura guentheri
- Aspidura trachyprocta